# Dan Levy
Daniel Joseph Levy (* 9. srpna 1983, Toronto, Kanada) je kanadský herec, scenárista a televizní producent. Je známý díky roli Davida Rose v sitcomu Městečko Schitt's Creek (2015–2020) stanice CBC, který spoluvytvořil a účinkoval v něm spolu se svým otcem Eugenem Levym a sestrou Sarah Levy. 
Za produkci, scénář, režii a herecký výkon v poslední řadě seriálu Městečko Schitt's Creek se Levy stal prvním člověkem, který získal cenu Emmy ve všech čtyřech hlavních disciplínách v jediném roce. Za svou práci na seriálu obdržel také čtyři Canadian Screen Awards.

## Osobní život
Levy se narodil v Torontu v Ontariu. Navštěvoval střední školu North Toronto Collegiate Institute a později se věnoval filmové produkci na York University a Torontské metropolitní univerzitě.
Jeho otec je Žid a matka je protestantka. Absolvoval bar micva. Jeho rodina slaví Vánoce i Chanuku.

## Filmografie

### Film
| Rok  | Název                      | Role                      | Poznámky                             |
| ---- | -------------------------- | ------------------------- | ------------------------------------ |
| 2012 | Život ve strachu           | Jack Dayton / neznámý muž |                                      |
| 2013 | Jak se dostat na Princeton | James                     |                                      |
| 2014 | Stage Fright               | zábavní reportér          |                                      |
| 2017 | Robot Bullies              | Robot 1                   | krátkometrážní                       |
| 2020 | Šťastné a Veselé           | John                      |                                      |
| 2023 | Strašidelný dům            | Vic                       |                                      |
| 2023 | Lekce truchlení            | Marc Dreyfus              | také režisér, scenárista a producent |
| 2024 | Bez polevy                 | Andy Warhol               |                                      |

### Televize
| Rok       | Název                              | Role               | Poznámky                                                  |
| --------- | ---------------------------------- | ------------------ | --------------------------------------------------------- |
| 2009      | Degrassi Goes Hollywood            | Robbie             | TV film                                                   |
| 2015–2020 | Městečko Schitt's Creek            | David Rose         | hlavní role; také tvůrce, režisér, scenárista a producent |
| 2017–2018 | The Great Canadian Baking Show     | moderátor          | 16 dílů                                                   |
| 2018      | Taková moderní rodinka             | Jonah              | díl: „Pochybný obrázek“                                   |
| 2019      | The Kacey Musgraves Christmas Show | vypravěč           | TV film                                                   |
| 2020      | Pobřežní elita                     | Mark Hesterman     | TV film                                                   |
| 2021      | Saturday Night Live                | on sám / moderátor | díl: „Dan Levy/Phoebe Bridgers“                           |
| 2021      | Jednotka Q                         | Chasten (hlas)     | díl: „WeHo Confidential“                                  |
| 2022      | The Big Brunch                     | on sám / moderátor | také tvůrce a vedoucí producent                           |
| 2023      | Idol                               | Benjamin           | díl: „Zpívající kočička a myší ocásek“                    |
| 2023      | Sexuální výchova                   | pan Molloy         | 4 díly                                                    |
| 2024      | Larry, kroť se                     | Abe Zeckelman      | díl: „Fish Stuck“                                         |
| 2024      | 76. ročník udílení cen Emmy        | moderátor          | TV speciál                                                |